# Вега Алта (Порторико)
Вега Алта (шп. Vega Alta) је општина у америчкој острвској територији Порторико, острвској држави Кариба.

## Демографија
По попису из 2010. године број становника је 39.951, што је 2.041 (5,4%) становника више него 2000. године.
| Група             | 2000.          | 2010.          |
| Белци             | 188 (0,5%)     | 358 (0,9%)     |
| Афроамериканци    | 2.360 (6,2%)   | 5.933 (14,9%)  |
| Азијати           | 23 (0,1%)      | 69 (0,2%)      |
| Хиспаноамериканци | 37.669 (99,4%) | 39.448 (98,7%) |
| Укупно            | 37.910         | 39.951         |